# Philipp Humm

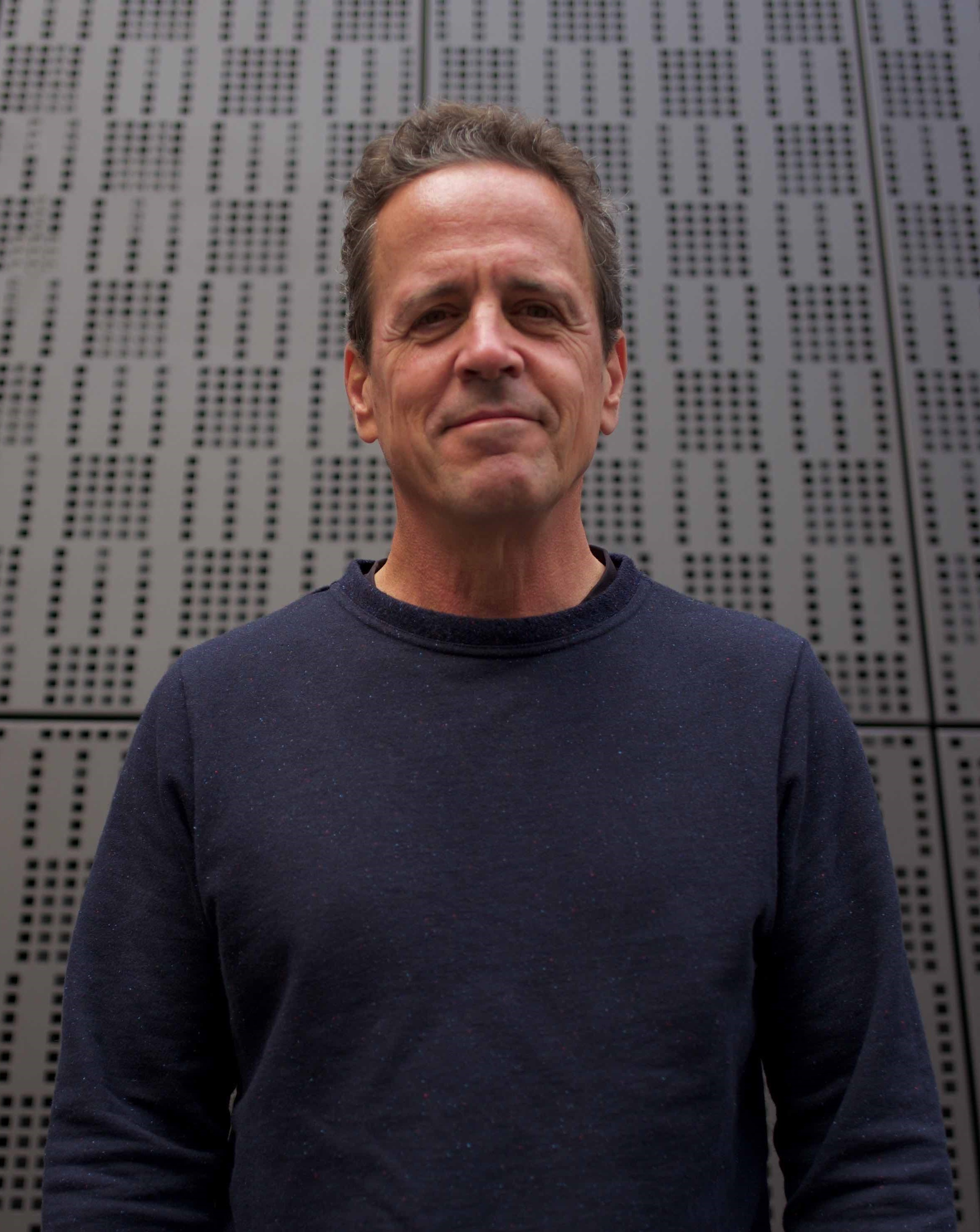
Philipp Humm, 2020

Philipp Humm (* 2. Oktober 1959 in Saarbrücken) ist ein deutscher Künstler und Filmregisseur. Bis 2015 war Humm Manager.

## Karriere
Nach Studium der Philosophie und Betriebswirtschaftslehre an der Universität des Saarlandes begann Humm 1982 seine berufliche Laufbahn bei Procter & Gamble. 1985 erwarb er einen MBA in Lausanne bei IMD. 1986 trat er eine Stelle bei der Unternehmensberatung McKinsey an. 1991 wechselte er zur Tengelmann-Gruppe, wo er 1996 Mitglied des Executive Boards wurde, dem obersten Gremium des Unternehmens. Zuletzt richtete Humm bei Tengelmann 1998–1999 als Geschäftsführer den Discounter Plus neu aus. Von 2000 bis 2002 war Humm Geschäftsführer von Amazon.de Deutschland, seit 2001 zudem von Amazon.fr Frankreich und Vice President Europe.
2002 gründete er den Feinkost-Versand gourmondo.de.
Von 2005 bis 2008 war Humm Sprecher der Geschäftsführung und Geschäftsführer Vertrieb von T-Mobile Deutschland. Außerdem war er seit Januar 2007 als Mitglied des Bereichsvorstandes der Deutschen Telekom für den Vertrieb der Sparte T-Home verantwortlich. Humm war von 2008 bis 2010 Chief Regional Officer (CRO) und Mitglied des Executive Committee der T-Mobile International. In dieser Funktion leitete Humm die Fusion von T-Mobile UK mit Orange UK. Ab Juli 2010 war Humm bei dem Unternehmen T-Mobile USA tätig, welches er ab November 2010 als CEO leitete.
2012 verließ Humm T-Mobile USA. Im Oktober 2013 übernahm Humm die Leitung des Europageschäfts von Vodafone. Er verließ Vodafone im Jahr 2015.
In 2015 und 2016 absolvierte Humm eine Kunstausbildung bei den London Fine Arts Studios und der Accademia di Belle Arti (Florenz). 
Der Journalist und Kunsthistoriker Edward Lucie-Smith veröffentlichte er 2017 ein Buch über Humms Kunst, die er „Pop Expressionism“ nannte. In den Jahren 2017 und 2018 drehte Humm den Spielfilm The Last Faust als Teil eines Gesamtkunstwerkes, welches auch Fine-Art-Fotografien, Zeichnungen, eine Novelle und Gemälde beinhaltet.